# 小笠原長為
小笠原 長為（おがさわら ながため）は、播磨国安志藩の第3代藩主。忠脩系小笠原家8代。

## 生涯
延享2年（1745年）6月29日、第2代藩主・長逵の次男として生まれる。母は長逵の正室で、初代藩主・長興の妹かつ養女である。
明和7年（1770年）、父の死去により家督を継ぎ、12月16日に叙任する。
天明2年（1782年）2月12日に死去した。享年38。跡を次男の長禎が継いだ。

## 系譜
- 父：小笠原長逵（1713年 - 1770年）
- 母：小笠原長興の養女、小笠原長円の娘
- 正室：小笠原貞顕の娘
  - 次男：小笠原長禎（1781年 - 1825年） - 公式には長男
- 側室：すて - 田中易信の娘
  - 長男：小笠原忠固（1770年 - 1843年） - 公式には次男、小笠原忠苗の養嗣子
- 生母不明の子女
  - 女子：小笠原長世継室